# SAKURA後悔
《SAKURA後悔》（日语：SAKURAリグレット）是日本女子組合FLOWER的第2張單曲，於2012年2月29日由Sony Music Associated Records發行。

## 概要
- 與前作的《Still》相隔約4個月後的單曲。
- 單曲以「初回生產限定盤(CD+DVD)」及「通常盤」兩種版本發售。
- 為紀念發行今次單曲《SAKURA後悔》，FLOWER實施「FLOWER×國家櫻花協同規劃」項目。在《SAKURA後悔》的歌詞中，製作一個結合日本各地景點的特殊版本，並只能在「SAKURA後悔」特設網站聽到音源。

## 收錄曲目

### 初回生産限定盤
CD
1. SAKURA後悔　[5:11]
作詞：松尾潔；作曲・編曲：中野雄太
CTC《MUSIC FOCUS（日语：MUSIC FOCUS）》2012年3月度結尾曲
TBS《HIRUOBI!（日语：ひるおび!）》2012年3月度結尾曲
2. be with you　[4:01]
作詞：仲村達史；作曲：北室龍馬；編曲：h-wonder
Mynavi企業 「JOL」CM歌曲
3. Just A Little Bit　[3:58]
作詞：Ruco；作曲・編曲：井上大介
4. SAKURA後悔 INSTRUMENTARL　[5:09]

DVD
1. 「SAKURA後悔」 MUSIC VIDEO
2. 「SAKURA後悔」 MUSIC VIDEO MAKING

### 通常盤
1. SAKURA後悔
2. be with you
3. Just A Little Bit
4. SAKURA後悔 INSTRUMENTARL

## 外部連結
- YouTube上的Flower 『SAKURA後悔』
- Flower官方網站（页面存档备份，存于） （日語）
- 「FLOWER×國家櫻花協同規劃」特設網站（页面存档备份，存于）
- 官網唱片介紹
  - 《SAKURA後悔》【初回生產限定盤】（页面存档备份，存于） （日語）
  - 《SAKURA後悔》【通常盤】（页面存档备份，存于） （日語）